# Hirschknochen
Der Hirschknochen ist einer der niedrigeren Berge, die das Tal bei Aue umgeben. Er ist 517 Meter hoch. Seine Hänge sind zum Teil bewaldet, zum Teil mit Kleingärten und kleinen Siedlungshäusern bebaut. Er gehört zum Ortsteil Zelle.

In einer Umweltstudie der Universität Bayreuth zur Optimierung der Infrastrukturangebote und Aufwertung der Lebensbedingungen in Regionen mit starkem Bevölkerungsrückgang – Modellregion Westerzgebirge heißt es:

„Für Aue wiederum haben die Parkanlage Heidelsberg südlich der Innenstadt und das Waldgebiet Hirschknochen zwischen dem Stadtteil Zeller Berg/Nord und Lößnitz eine besonders hohe Bedeutung als Frischluftentstehungs- und Kaltluftabfluss- sowie Naherholungsgebiet.“